# Weigela florida
Weigela florida is een heester afkomstig uit Oost-Azië, populair vanwege zijn decoratieve waarde in tuinen.
Deze struik bloeit in het voorjaar en soms opnieuw in de zomer, met trompetvormige bloemen die variëren van wit en roze tot donkerrood. De bladeren zijn meestal groen, maar er zijn ook cultivars met bont of paarsig blad. De soort is aantrekkelijk voor bijen en andere bestuivers, wat bijdraagt aan de biodiversiteit. De struik is relatief onderhoudsvriendelijk en groeit goed in verschillende grondsoorten, mits goed doorlatend en licht vochtig. Hij gedijt het beste op een zonnige tot halfschaduwrijke plek.